# Saint-Thégonnec
Saint-Thégonnec (bretonsko Sant-Tegoneg) je naselje in občina v severozahodnem francoskem departmaju Finistère regije Bretanje. Naselje je leta 2008 imelo 2.630 prebivalcev.

## Geografija
Kraj leži v pokrajini Pays de Léon ob reki Penze, 58 km severovzhodno od Bresta.

## Uprava
Saint-Thégonnec je sedež istoimenskega kantona, v katerega so poleg njegove vključene še občine Le Cloître-Saint-Thégonnec / ar C'hloastr-Plourin, Loc-Eguiner-Saint-Thégonnec / Logeginer-Sant-Tegoneg, Pleyber-Christ / Pleiber-Krist in Plounéour-Ménez / Plouneour-Menez s 7.127 prebivalci.
Kanton Saint-Thégonnec je sestavni del okrožja Morlaix.

## Zanimivosti
- župnijski kompleks

cerkev Notre-Dame de Saint-Thégonnec iz 16. in 17. stoletja,
vhod La porte triomphale (1587),
kalvarija (1610),
osuarij z Božjim grobom (1676-1682),
kapela sv. Brigite (17. stoletje),
- ruševine gradu château de Penhoat iz 13. in 14. stoletja,

## Pobratena mesta
- Silverton (Anglija, Združeno kraljestvo);